# Johann Lange (Schiffbauer)

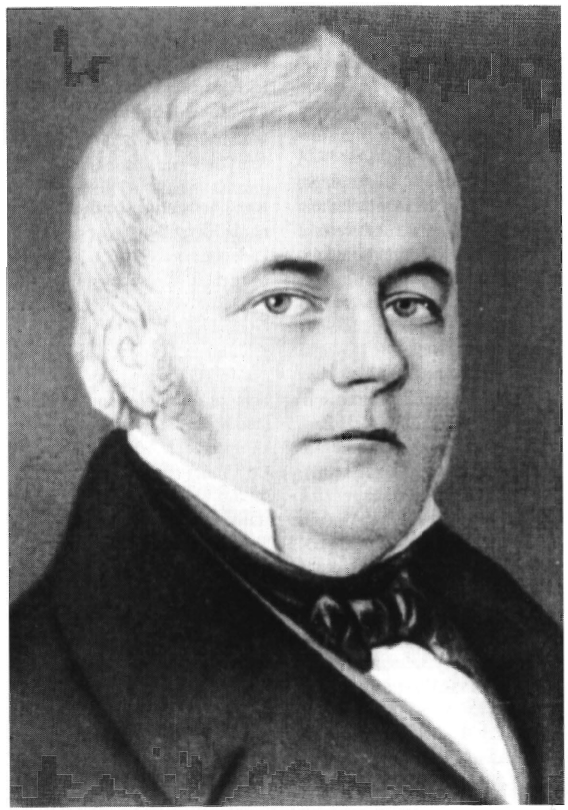
Johann Lange, um 1810

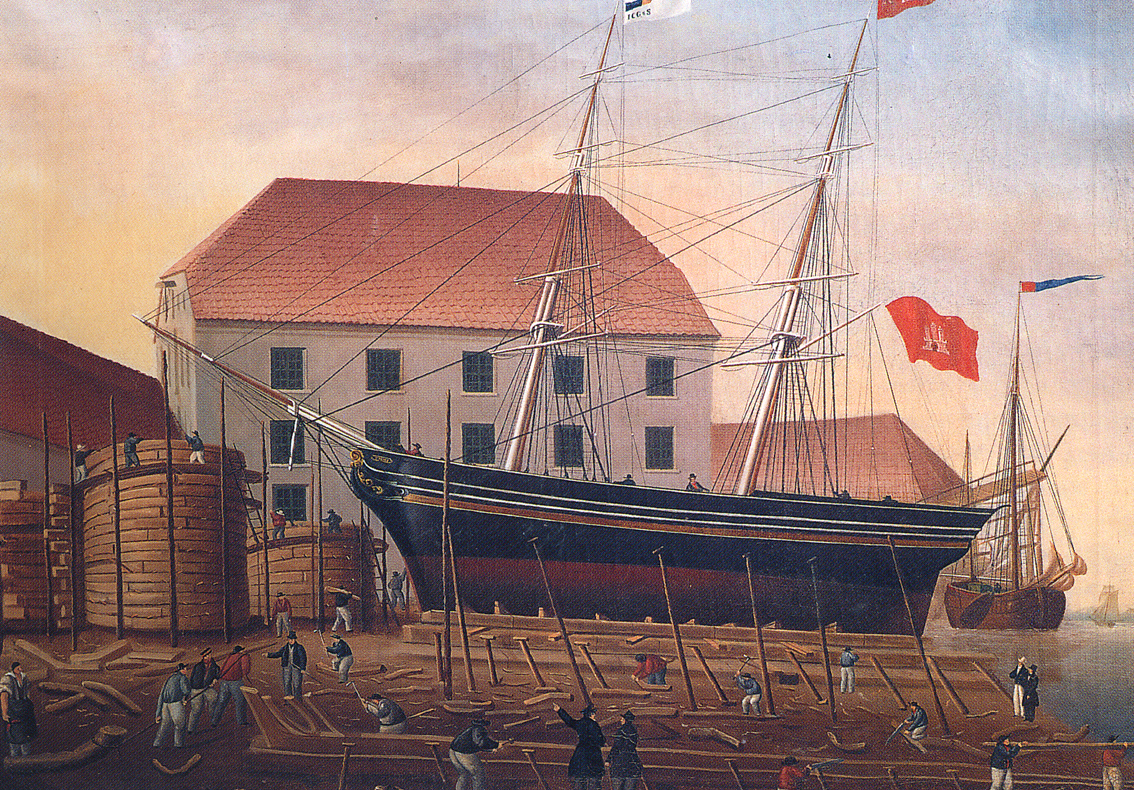
Die Lange’sche Werft in Vegesack. Auf der Helling liegt die Brigg Emmy (1837).

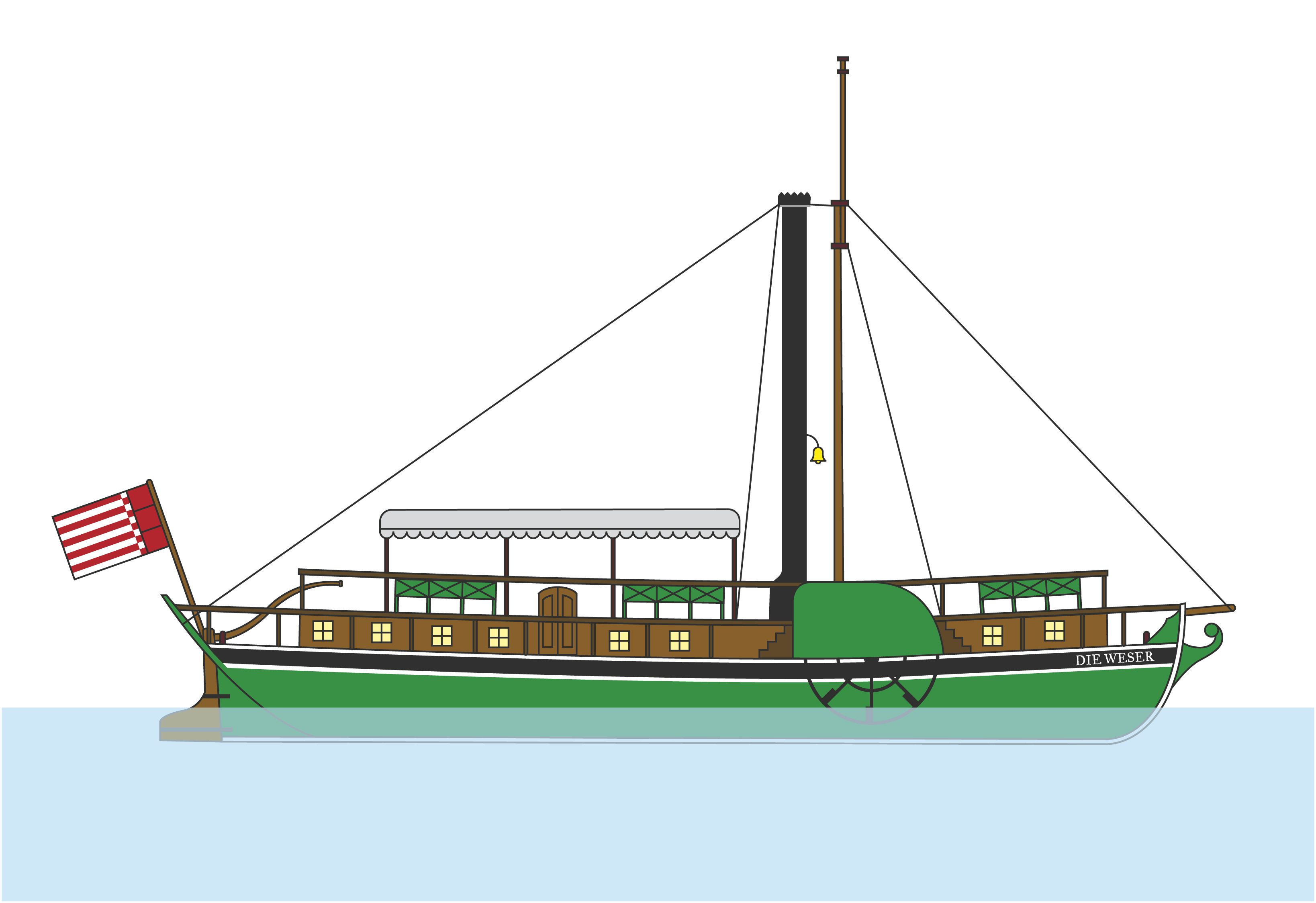
Dampfschiff Die Weser, 1817 gebaut auf der Werft Johann Lange in Grohn bei Bremen-Vegesack

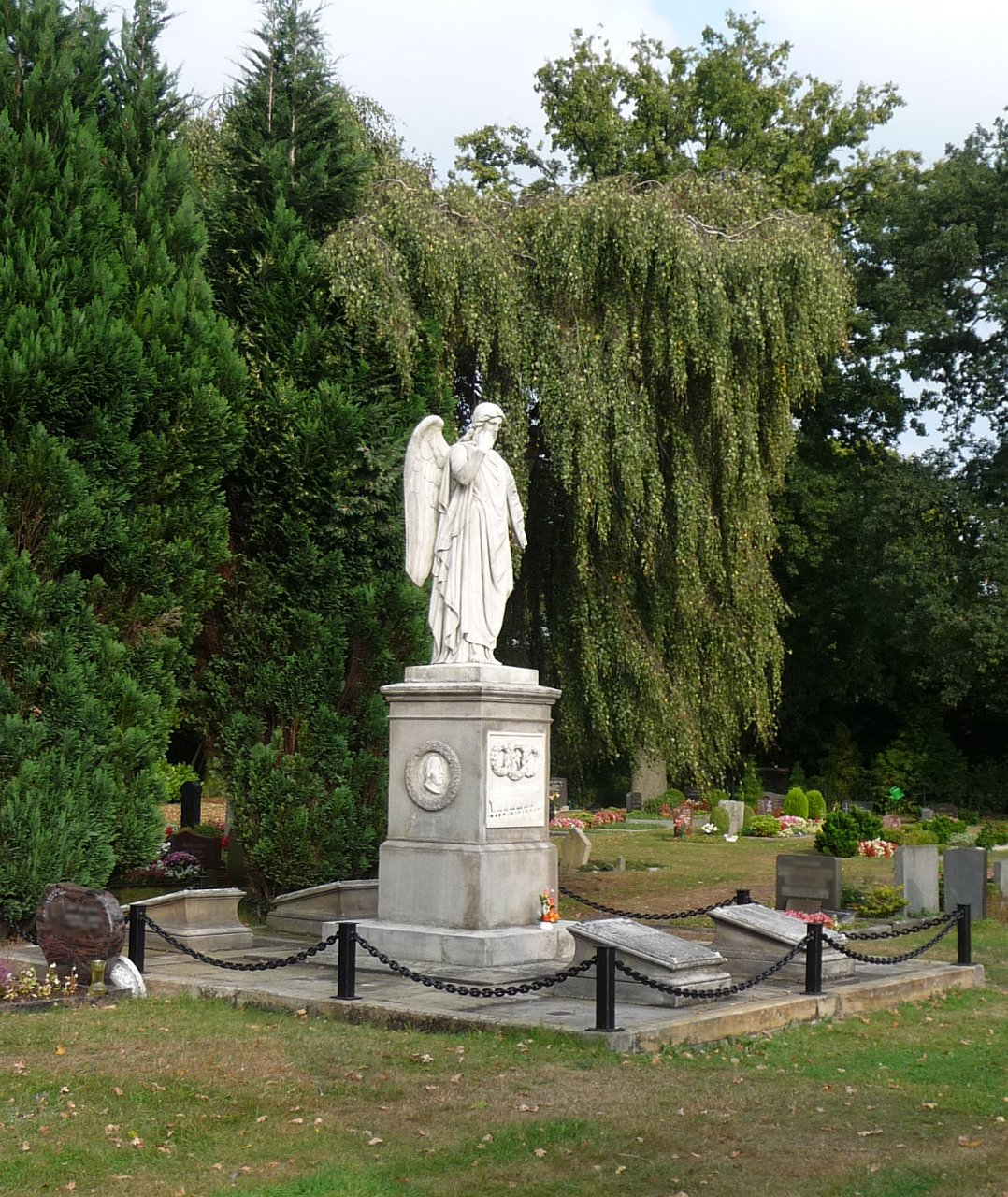
Grab auf dem Vegesacker Friedhof in Bremen

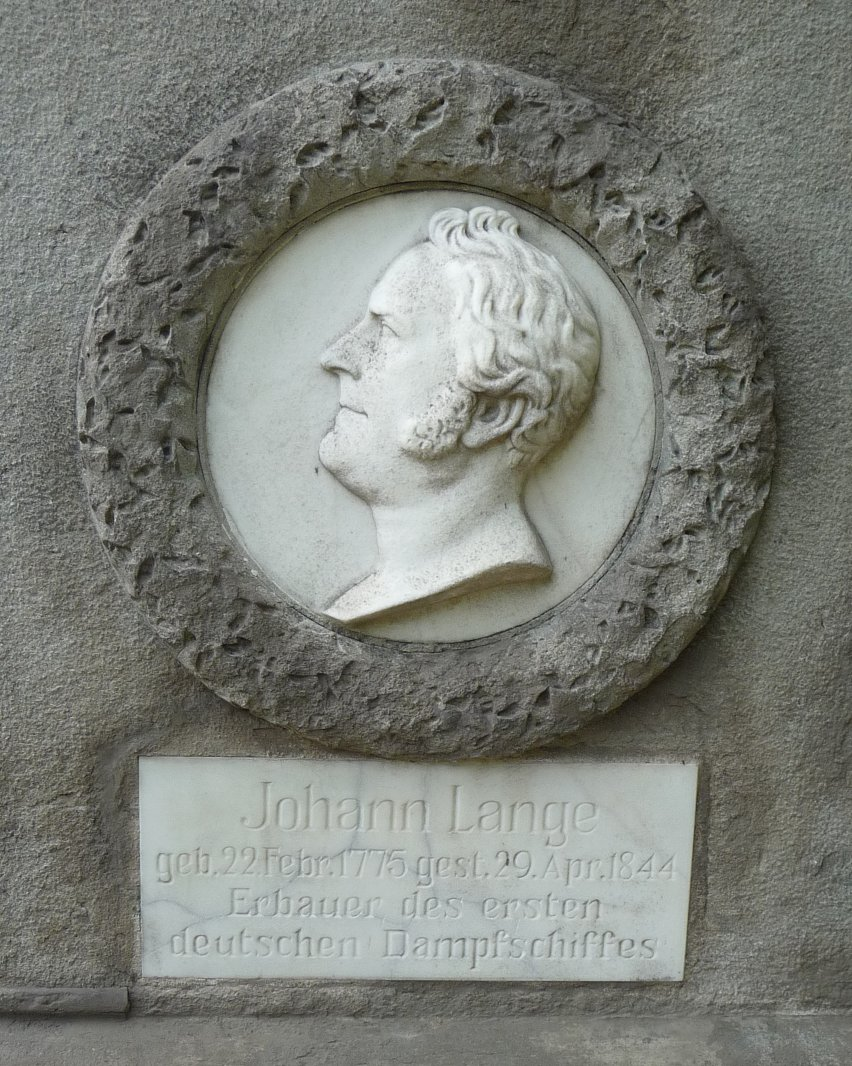
Detail des Grabmals

Johann Lange (* 22. Februar 1775 in Vegesack; † 29. April 1844 in Bremen) war ein deutscher Schiffbauer, Unternehmer und Reeder in Vegesack. Seine Schiffswerft gilt als Vorläufer der 1893 gegründeten Großwerft Bremer Vulkan.

## Biografie
Als einziger Sohn des Schiffbauers Conrad Lange wuchs Johann Lange in dem von  Schifffahrt und Schiffbau geprägten Vegesack auf. Seine Ausbildung absolvierte Lange auf der 1771 gegründeten Werft des Schiffszimmermeisters Johann Jantzen. Als dieser 1802 starb, stieg im Auftrag seiner Witwe der erst 27-jährige Johann Lange zum Werksleiter und Geschäftsführer der Jantzen-Werft auf. Am 25. September 1803 heiratete Lange Anna Raschen (1785–1867), Tochter einer Schiffbauerfamilie aus dem benachbarten St. Magnus.

### 1805 Werftgründung
Am 21. September 1805 gründete Johann Lange seine eigene Werft, indem er ein Gelände (heute Zum alten Tief) am Flüsschen Aue nahe der Mündung der Lesum in die Weser pachtete. Hier befand sich bereits im 17. Jahrhundert ein Schiffbauplatz. Unmittelbar darauf begann Lange mit dem Bau kleinerer Schiffe, u. a. für die Bremer Heringsfischerei-Compagnie. 1814 kaufte er dieses Grundstück und erwarb ein weiteres auf dem gegenüberliegenden Aue-Ufer, das zum hannöverschen Dorf Grohn gehörte. Beide Grundstücke wurden später durch eine Brücke über die Aue verbunden. Die Lage der Werft im Stadtstaat Bremen und im Königreich Hannover bzw. der späteren preußischen Provinz Hannover, zwischen denen bis 1888 ein Zollgrenze verlief, brachte auch zolltechnische Vorteile.
Lange war zusammen mit seinen Söhnen in der folgenden Zeit vielfältig unternehmerisch tätig. Neben seiner Werft hatte er eine Brennerei und Brauerei. 1837 beantragte er eine Konzession für eine Tran-Kocherei und beteiligte sich am Walfang. Darüber hinaus betrieb er eine Seifenfabrik und eine Dampfmühle, die die Vegesacker Bürger mit Mehl versorgte. Weiterhin hatte er seine eigene Reederei, die sich erfolgreich am aufkommenden Auswanderergeschäft beteiligte. Im Jahr seines Todes 1844 fuhren unter seiner Flagge vier Segelschiffe und zwei Flussdampfer für den Unterweserverkehr zwischen Bremen und Bremerhaven.

### Werftbetrieb und Trockendock in Bremerhaven
In Bremerhaven gründete er einen Zweigbetrieb, der zunächst nur als Reparaturbetrieb eingesetzt wurde. Zwischen 1837 und 1840 baute er hier das erste Trockendock im Unterweserbereich. 1844 lief hier der erste Schiffsneubau vom Stapel. Die Bremerhavener Anlagen wurden von Langes Nachkommen bis 1895 weitergeführt und dann von der Seebeck-Werft von Georg Seebeck übernommen.
Zeitweise beschäftigte der sozial engagierte Lange bis zu 600 Mitarbeiter, für die er bereits 1841 – also vierzig Jahre vor Bismarck – eine eigene Krankenkasse einführte. Die Belegschaft musste „wöchentlich einen Groten zahlen“ und erhielt dafür im Krankheitsfall Lohnfortzahlung in Höhe von ¾ der Löhnung sowie ärztliche Hilfe. Ebenfalls 1841 erhielt Lange von der hannoverschen Landesregierung die Verdienstmedaille: „Des Königs Majestät haben Allergnädigst geruhet, […], so wie dem Schiffbaumeister Johann Lange sen. in Vegesack die goldene Verdienstmedaille zu verleihen“ .
1843 war die deutsche Handelsflotte die zweitgrößte der Welt, wobei allein Bremen in der obersten Größenklasse (über 300 Lasten) fast sechsmal so viele Schiffe besaß wie ganz Frankreich, nämlich 23 gegenüber 4. Davon waren 18 an der Unterweser erbaut worden und 15 – also zwei Drittel – dieser großen bremischen Schiffe allein auf Langes Werft. Wichtige Kunden für Johann Lange waren der Bremer Kaufmann Friedrich Schröder, der Bremer Reeder Diedrich Heinrich Wätjen sowie der Reeder und Senator Justin Friedrich Wilhelm Iken. Für Wätjen hatte er noch kurz vor seinem Tod seinen größten Segler, die Leontine (Bau Nr. 157) mit 430 Lasten, das sind über 800 Tonnen Tragfähigkeit oder 650 BRT, erbaut. Schon 1817 war durch Initiative von Friedrich Schröder das erste von einem deutschen Schiffbauer gebaute Dampfschiff, Die Weser, bei Lange gebaut worden, allerdings mit einer englischen Dampfmaschine. Die Weser war lange Zeit als einziges Dampfschiff in der Linienfahrt auf der Unterweser im Einsatz.

## Werften unter Johann und Carl Lange
Johann Lange verstarb plötzlich während eines Besuches bei seiner Tochter Anna Wendt und seinem Schwiegersohn Johann Wilhelm Wendt in Bremen am 29. April 1844 an einem Herzschlag. Nach seinem Tod führten seine Söhne Johann und Carl († 1887), dessen Witwe und später auch sein Schwager Johann Raschen und dessen gleichnamiger Sohn die Werft als reinen Familienbetrieb weiter. Unter Raschens Leitung wurde 1884 das erste eiserne Segelschiff auf dieser Werft erbaut, 1888 folgte das Leuchtschiff Weser heute besser bekannt als Feuerschiff Elbe 3 aus dem Hamburger Museumshafen Oevelgönne. Insgesamt liefen auf der Werft 324 Schiffe vom Stapel. 1893 fusionierte die Werft mit anderen Vegesacker Werften zum Bremer Vulkan.

## Anna Lange betreibt Passagierschifffahrt auf der Unterweser
Seine Witwe Anna Lange trat in den folgenden Jahren als resolute und erfolgreiche Unternehmerin für die Passagierschifffahrt auf der Unterweser in Erscheinung. Bereits 1845 wurde ein eisernes Flussdampfschiff, die Gutenberg III, speziell für sie gebaut. 1847 folgte die Bremen III. In Konkurrenz zum Norddeutschen Lloyd betrieb sie die Flussschifffahrt auf der Weser bis zu ihrem Tode am 22. März 1867. Danach wurde das Unternehmen unter dem Namen Johann Lange Witwe Erben (nicht zu verwechseln mit der Reederei Johann Lange Sohn’s Wwe & Co. in Bremen) noch einige Zeit fortgeführt, bis es 1872 vom Norddeutschen Lloyd aufgekauft wurde und die Firma damit erlosch.
Die letzte Ruhestätte von Johann Lange – ebenso wie die seiner Frau Anna –  befindet sich in der Gruft der Familie auf dem Vegesacker Friedhof an der Lindenstraße. Das repräsentative Grabmal mit einem Engel aus weißem Marmor wurde 1847 von dem Bildhauer Arnold Hermann Lossow geschaffen. Es wurde 2007 mit Mitteln der „Bürgerstiftung Bremen-Nord“ und mit Hilfe von Spenden restauriert (Lage: 53° 10′ 45,87″ N, 8° 35′ 51,56″ O).

## Das Museum Spicarium
Von der alten Werft ist noch ein Speicher am Hafen erhalten, der das Museum Spicarium beherbergte. Langes Wohnhaus wurde im Mai 1998 im Zuge der Umgestaltung des Vegesacker Hafengebiets (u. a. Einkaufszentrum Haven Höövt) gegen den Protest der Vegesacker Bevölkerung abgerissen.

## Ehrungen
Die Johann-Lange-Straße befindet sich im Stadtteil Bremen-Aumund etwa auf halbem Weg zwischen dem sogenannten Gut Lange, dem ehemaligen Wohnhaus von Langes Sohn Martin (1841–1878) und seiner Familie, und dem Vegesacker Hafen.